# Linhir
Linhir es una localización ficticia que forma parte del legendarium creado por el escritor británico J. R. R. Tolkien y que aparece en su novela El Señor de los Anillos. Se trata de una ciudad portuaria, la segunda en tamaño de la región de Lebennin, al sur de Gondor. A inicios de la Cuarta Edad tenía una población cercana a los 7000 habitantes.

## Geografía ficticia
La ciudad de Linhir pertenece a la provincia de Lebennin, dependiente del reino de Gondor y se encuentra casi en la frontera con la también provincia gondoriana de Belfalas. Linhir está situada en la confluencia de los ríos Serni y Gilrain. El segundo continua hacia el mar, no muy lejano, desembocando cerca de las Bocas del Anduin. Uno de los principales caminos del sur de Gondor parte de Erech y se dirige hacia Harad, pasando por la ciudad y atravesando el río por el vado. En Linhir también hay un importante puerto fluvial

## Historia ficticia
Se desconoce la fecha de fundación de la ciudad así como casi toda su historia, hasta el inicio de la Guerra del Anillo, momento en que cobra importancia cuando es sometida al ataque de los corsarios de Umbar y los haradrim.

### La Batalla de Linhir

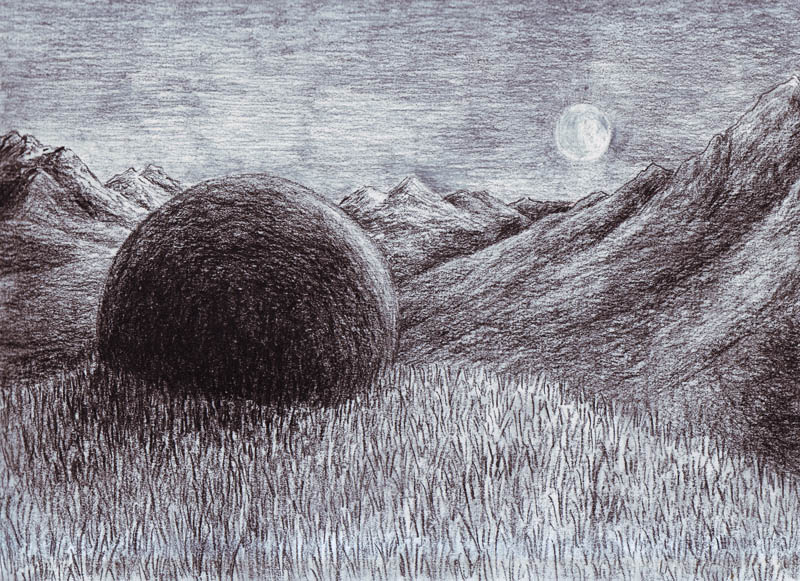
La Piedra de Erech es el lugar donde Aragorn convocó a los muertos de El Sagrario, esenciales en la conclusión de la batalla de Linhir

Como consecuencia del inicio de la Guerra del Anillo en el año 3019 de la Tercera Edad, a primeros de marzo los corsarios y los haradrim arribaron a las costas del sur de Gondor. Linhir, al igual que Pelargir, fue objeto del ataque conjunto de estos. En defensa de la ciudad se dispusieron los hombres de Lamedon bajo el mando de Angbor, Señor de Lamedon. Tras el desembarco, ambos ejércitos intentaron controlar los vados.
El día 11 de marzo y en mitad de los combates apareció Aragorn al frente de la Compañía Gris, seguida por el Ejército de los Muertos, causando el terror en ambos bandos y haciendo huir a los corsarios de Umbar y a sus aliados de Harad, probablemente en dirección a Pelargir. Angbor mantuvo la serenidad y fue uno de los pocos que no abandonó el lugar. Tras entrevistarse con Aragorn se unió a él con las fuerzas que le restaban y se dirigió a Pelargir, una vez estuvo asegurada la ciudad.

## Etimología
Linhir es un nombre de etimología poco clara. Al parecer es un compuesto de las palabras sindarin LIN que significa “estanque” y también “canción” y HIR es la forma tras la lenición de la palabra para designar “señor” significando en este caso “río”. Podría estar relacionado con uno de los nombres dados a Ossiriand: *Lindan-d, que significaría “tierra musical”, en relación con el sonido de los pájaros y el agua, lo que haría probable una traducción para Linhir como “río musical”.